# Kojibiosa
La kojibiosa es un disacárido formado por la unión de dos moléculas de glucosa mediante un enlace α(1→2). Se encuentra en pequeñas cantidades en algunos alimentos como la miel y la cerveza.

## Disacáridos formados por dos moléculas de glucosa

La nigerosa está formada por la unión de dos moléculas de glucosa mediante un enlace α(1→3) por lo que sus propiedades difieren de la kojibiosa.

Existen varios disacáridos formados por la unión de dos moléculas de glucosa. Estructuralmente se diferencian por el tipo de enlace.
| Disacárido | Unidad 1 | Unidad 2 | Enlace  |
| ---------- | -------- | -------- | ------- |
| Kojibiosa  | Glucosa  | Glucosa  | α(1→2)  |
| Maltosa    | Glucosa  | Glucosa  | α(1→4)  |
| Nigerosa   | Glucosa  | Glucosa  | α(1→3)  |
| Trehalosa  | Glucosa  | Glucosa  | α(1→1)α |
| Celobiosa  | Glucosa  | Glucosa  | β(1→4)  |
| Isomaltosa | Glucosa  | Glucosa  | α(1→6)α |